# Labahitha oonopiformis
Espèce
Synonymes
- Mystes oonopiformis Bristowe, 1938

Labahitha oonopiformis est une espèce d'araignées aranéomorphes de la famille des Filistatidae.

## Distribution
Cette espèce est endémique de Malaisie. Elle se rencontre au Perak et au Pahang.

## Description
Le mâle décrit par Zonstein, Marusik et Magalhães en 2017 mesure 3,13 mm et la femelle 4,41 mm.

## Publication originale
- Bristowe, 1938 : The classification of spiders. Proceedings of the Zoological Society of London, sér. B, vol. 108, no 2, p. 285-322.